# لولوة بنت يزيد آل سعود
الأميرة لولوة بنت يزيد آل سعود هي أميرة سعودية وسيدة أعمال. وهي الشريك المؤسس والرئيسة التنفيذية لمنصة «رايز أب السعودية» ومؤسسة شركتي الأزياء جو تريند وبلس 966.

## السيرة الذاتية
لولوة هي ابنة الأمير يزيد بن سعود بن عبدالعزيز آل سعود. وجدتها هي سميرة بنت عبدالله الفيصل.
في عام 2022، أسست الأميرة لولوة شركة بلس 966، وهي شركة استشارات متخصصة في الأزياء، كما أسست منصة التجارة الإلكترونية المصرية في مجال الأزياء جو تريند. كما أنها الشريكة المؤسسة والرئيسة التنفيذية لمنصة رايز أب السعودية، وهي منصة تهدف لدعم الشركات الناشئة في السعودية وتستضيف قمة «رايز أب»، التي تُعد أكبر فعالية لريادة الأعمال في الشرق الأوسط وشمال أفريقيا.
في سبتمبر 2022، ظهرت لولوة على غلاف مجلة هيا. وفي مايو 2023، ألقت كلمة في قمة فوربس الشرق الأوسط للنساء في الرياض.